# Park Narodowy Char Us nuur
Park Narodowy Char Us nuur (mong. Хар Ус Нуур байгалийн цогцолборт газар, trb. Char Us nuur bajglijn cogcolbort gadzar) – park narodowy znajdujący się w zachodniej Mongolii, w ajmaku kobdoskim, obejmujący trzy płytkie jeziora – Char Us nuur, Char nuur i Dörgön nuur – wraz z otaczającymi je rozległymi trzcinowiskami i bagnami oraz szczyt Dżarglant Chajrchan uul będący przedłużeniem Ałtaju Mongolskiego.
Powierzchnia parku narodowego wynosi 8778,83 km². Od 6 kwietnia 1999 roku jego część wpisana jest na listę konwencji ramsarskiej jako obszar nr 976 Har Us Nuur National Park o powierzchni 3 213,6 km², natomiast od 2009 roku jeziora Char nuur, Char Us nuur oraz góra Dżarglant Chajrchan uul stanowią również ostoje ptaków IBA organizacji BirdLife International.

## Charakterystyka

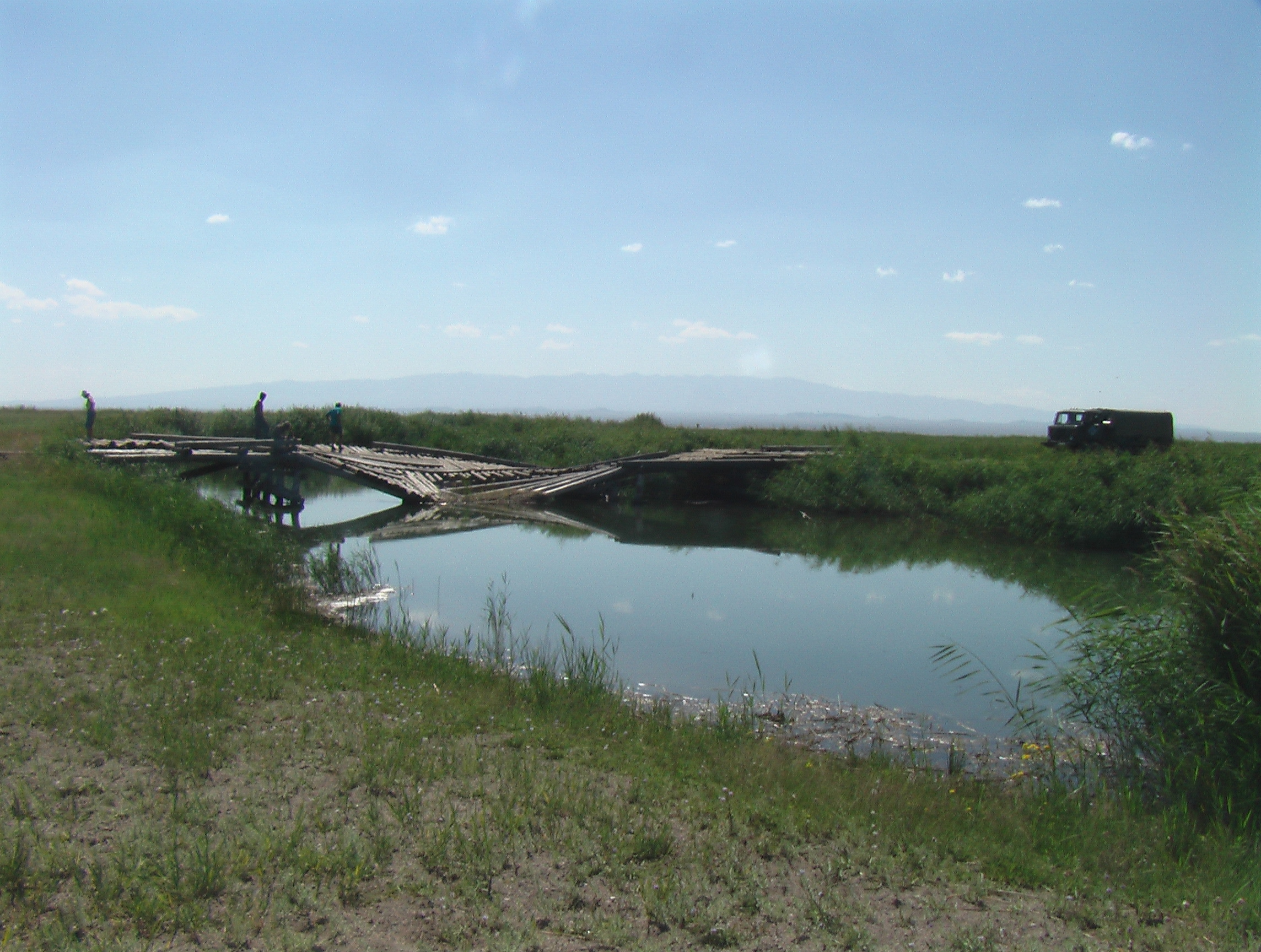
Kanał łączący jeziora Char nuur i Dörgön nuur (2006)

Park Narodowy Char Us nuur wraz z tworzącymi go jeziorami znajduje się w obrębie Kotliny Wielkich Jezior w zachodniej części Mongolii. Jest to rozległy obszar bezodpływowy, który ze wszystkich stron otaczają pasma górskie – Ałtaj Mongolski od zachodu, Ałtaj Gobijski od południa, Changaj od wschodu i Sajan Wschodni od północy. Jezioro Char Us nuur zasilane wodami rzeki Kobdo oraz jezioro Char nuur są jeziorami słodkowodnymi, natomiast Dörgön nuur jest jeziorem słonym. Akweny są połączone ze sobą rzekami i kanałami i są stosunkowo płytkie; ich maksymalne głębokości wynoszą odpowiednio 4,5 m, 7 m oraz 27 m. Poziom wody waha się nieznacznie w zależności od pory roku i najwyższy jest od sierpnia do października.
Roczna suma opadów jest niewielka i wynosi ok. 120 mm. Najniższa średnia temperatura miesięczna na tym obszarze występuje w styczniu (–25,5 °C), najwyższa zaś w lipcu (+19,1 °C). Od połowy listopada do kwietnia jeziora są zamarznięte.

## Flora i fauna

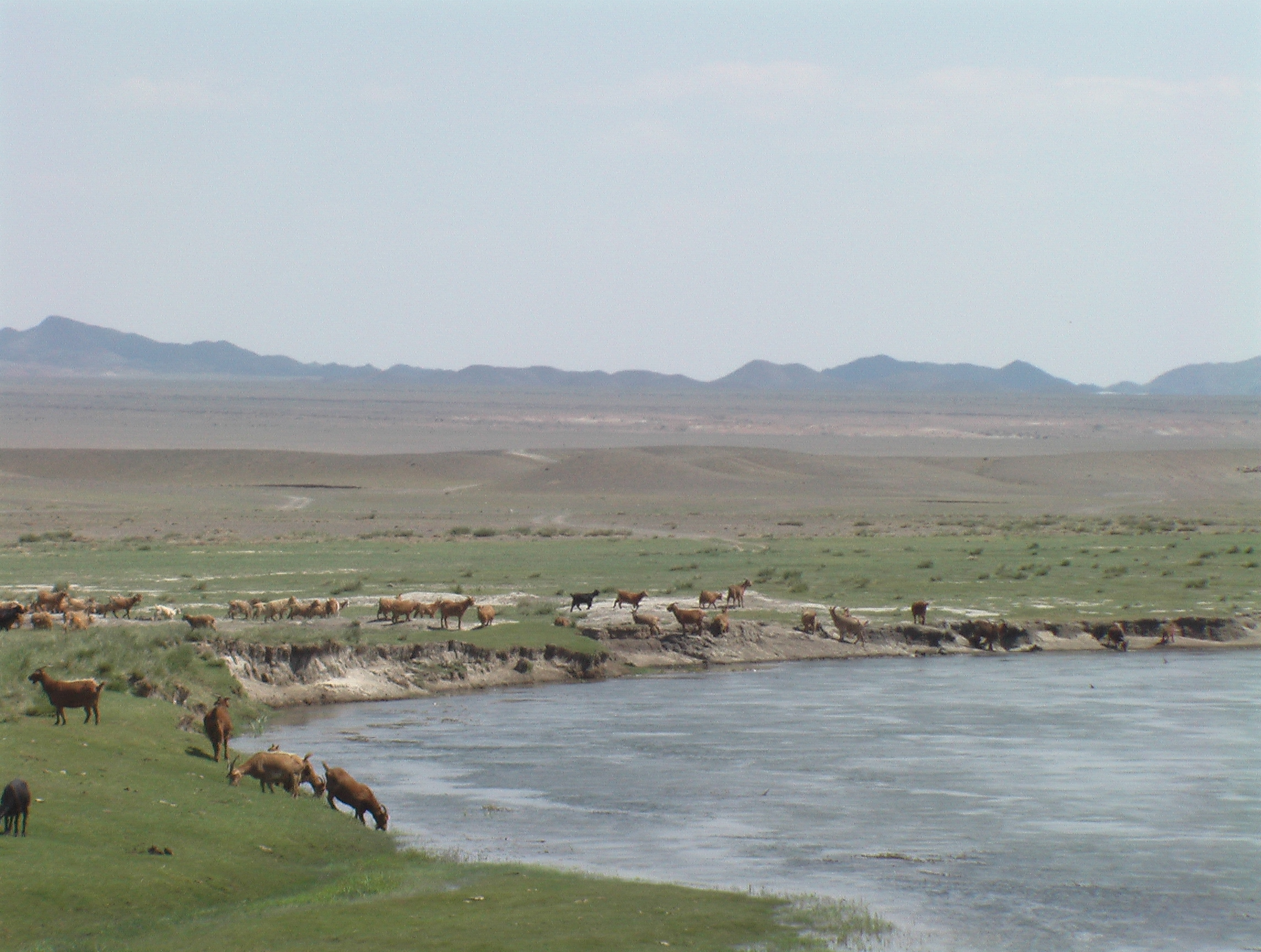
Kozy nad jeziorem Char nuur (2006)

Brzegi jezior porastają rozległe szuwary trzcinowe oraz roślinność bagienna, na powierzchni zbiorników wodnych występują rośliny wodne (hydrofity), takie jak rdestnica (Potamogeton), grążel (Nuphar) czy grzybienie (Nymphaea), w tym wpisane na mongolską czerwoną księgę roślin grzybienie północne N. candida. Gatunkiem zagrożonym jest też pasożytnicza bylina Cynomorium songaricum. Jeziora otaczają obszary suche – stepowe i półpustynne – porośnięte roślinnością stepową i wykorzystywane głównie jako pastwiska. Na południowy zachód od jeziora Char nuur rośnie niewielka grupa drzew saksaułowych.
Góra Dżarglant Chajrchan cechuje się dużą różnorodnością siedlisk – od wysokogórskiej tundry, przez łąki i stepy o cechach alpejskich (na których rośnie m.in. cebula Allium altaicum oraz różeniec górski Rhodiola rosea) aż po suchy step.

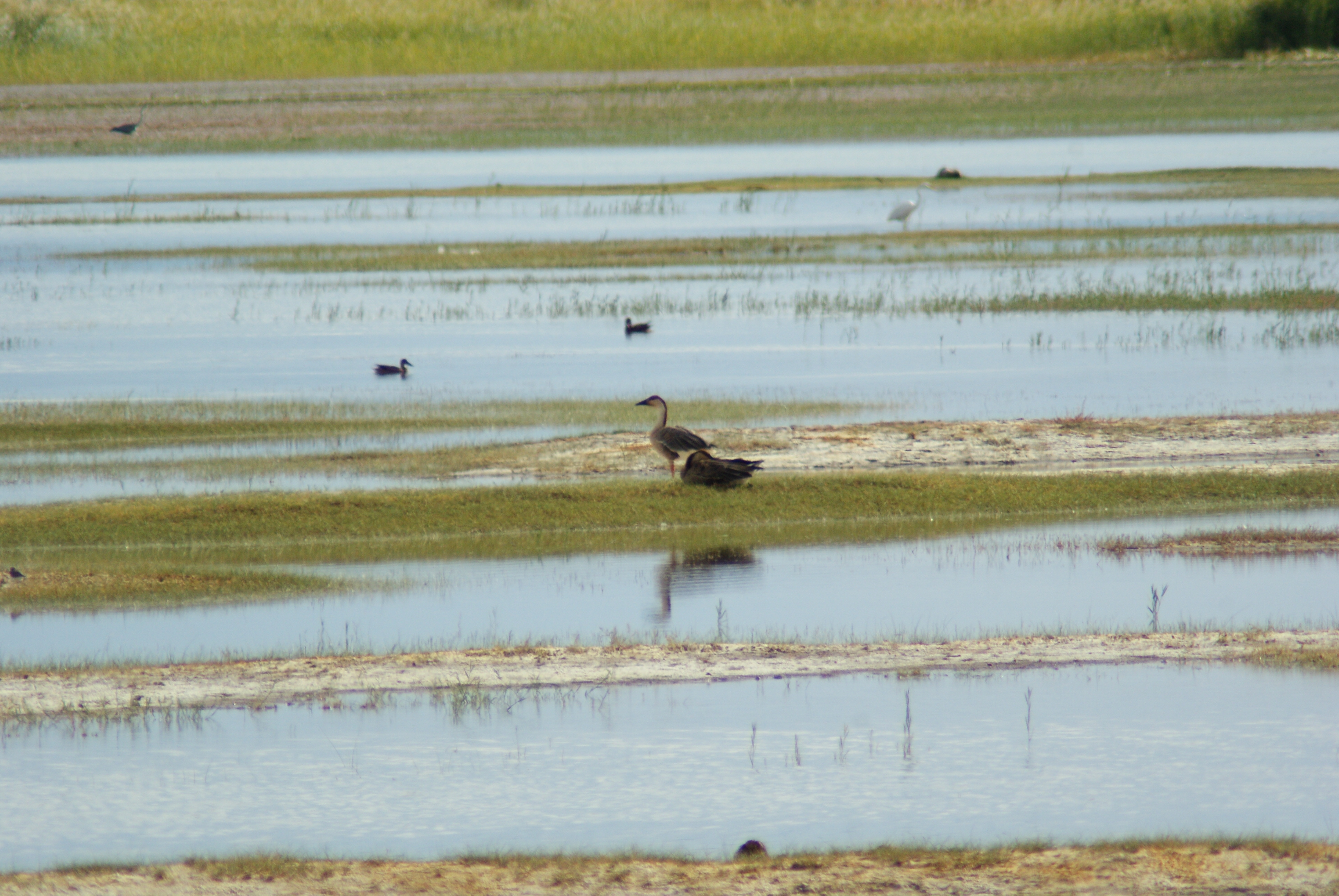
Gęś łabędzionosa na jeziorze Char Us nuur (2009)

Rozległe trzcinowiska oraz zbiorowiska roślin wodnych stanowią siedliska dla wielu wodnych ptaków lęgowych i migrujących. Wśród nich są gatunki rzadkie i zagrożone wyginięciem, takie jak gęś łabędzionosa (Anser cygnoides), podgorzałka (Aythya nyroca), mewa reliktowa (Larus relictus) i sterniczka (Oxyura leucocephala). Nad jeziorem Char nuur żyje bielik wschodni (Haliaeetus leucoryphus) oraz pelikan kędzierzawy (Pelecanus crispus) będący celem polowań, gdyż jego dziób stanowi cenne trofeum myśliwskie i symbol statusu właścicieli koni wyścigowych. W znajdujących się na terenie parku narodowego jeziorach żyje pięć gatunków ryb będących endemitami zachodniej Mongolii: Thymallus brevirostris, Oreoleuciscus pewzowi, Oreoleuciscus humilis, Oreoleuciscus potanini oraz śliz plamisty (Noemacheilus strauchi), a także zagrożone w skali kraju Oreoleuciscus angusticephalus i lipień mongolski (Thymallus brevirostris).
Rzadkim w skali Mongolii ssakiem występującym na terenie parku narodowego jest dzik centralnoazjatycki (Sus scrofa subsp. nigripes) będący podgatunkiem dzika euroazjatyckiego. Populacja licząca w 1997 roku 40–60 osobników zamieszkuje głównie region delty rzeki Kobdo wpadającej do Char Us nuur. W latach 80. XX wieku do tego jeziora introdukowano piżmaka amerykańskiego (Ondatra zibethicus), co ma negatywny wpływ na jego ekosystem.
Dżarglant Chajrchan uul zamieszkują zagrożone wygniciem gatunki ptaków – raróg (Falco cherrug) i kląskawka mongolska (Saxicola insignis) – oraz bliski zagrożenia sęp kasztanowaty (Aegypius monachus). Występują tu również typowe dla eurazjatyckich stepów ułar ałtajski (Tetraogallus altaicus) i płochacz mongolski (Prunella koslowi). Rzadkimi ssakami na tym terenie są natomiast świstak syberyjski (Marmota sibirica), gazela czarnoogonowa (Gazella subgutturosa), irbis śnieżny (Panthera uncia), koziorożec syberyjski (Capra sibirica) i owca dzika (Ovis ammon).

## Użytkowanie i krajobraz kulturowy

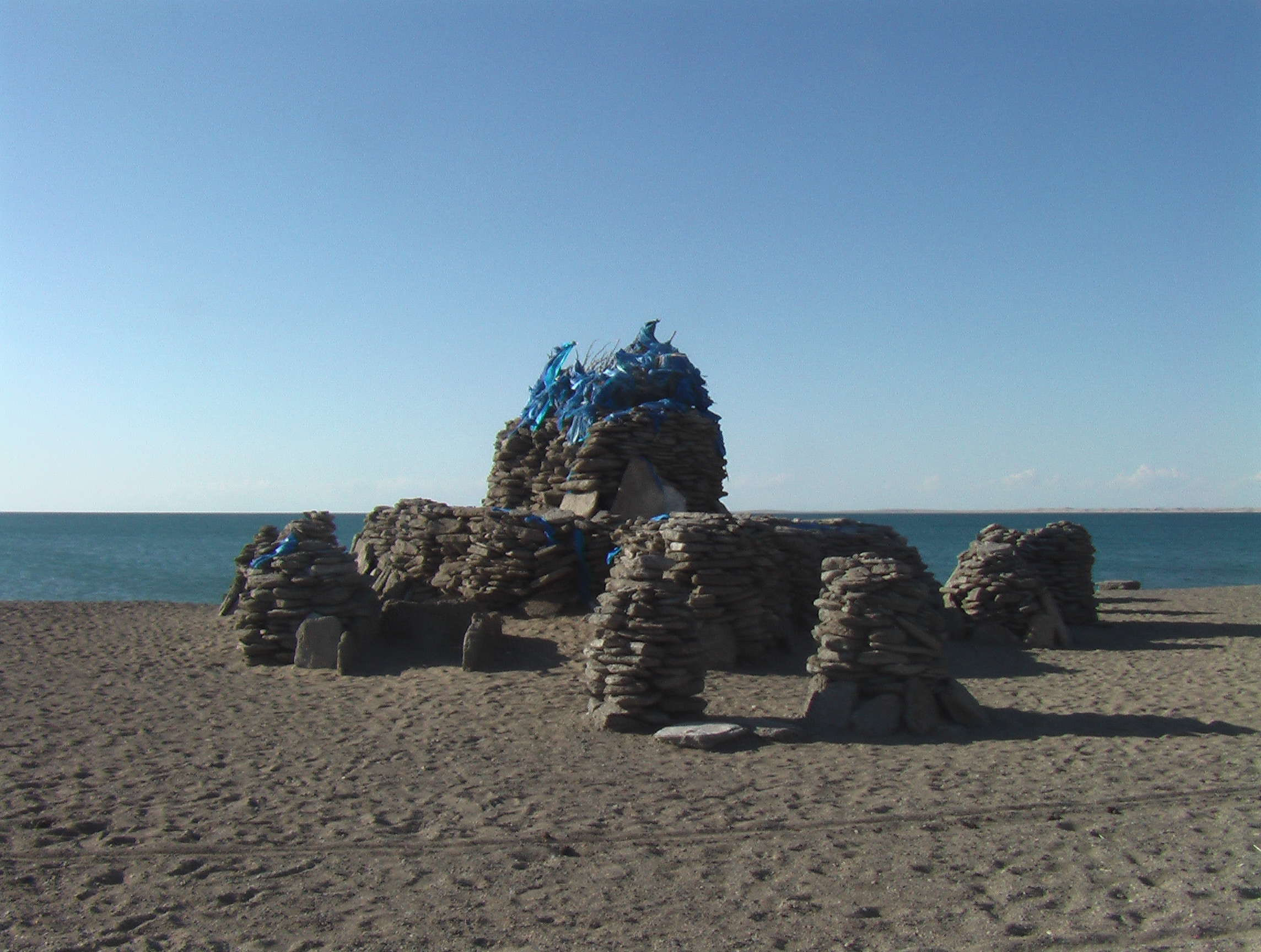
Owoo na południowym brzegu jeziora Dörgön nuur (2006)

Grunty na terenie Parku Narodowego Char Us nuur wykorzystywane są głównie do półkoczowniczej hodowli zwierząt (bydła, owiec, koni, kóz i wielbłądów). Miejscowa ludność na niewielką skalę zajmuje się też rybołówstwem oraz uprawą roli. Obszar ma również znaczenie społeczne i kulturowe; w okolicy rozmieszczone są miejsca kultu (np. miejsca składania ofiar owoo) oraz stanowiska archeologiczne z kamiennymi rzeźbami jeleni.